# Journal of Combinatorial Theory
Journal of Combinatorial Theory — два математических журнала (Series A и Series B), специализирующиеся на комбинаторике и связанных областях. Издаются компанией Elsevier. Серия «A» (кодируется как «JCTA») посвящена в основном структурам, блок-дизайну и приложениям комбинаторики; серия «B» («JCTB») — теории графов и матроидам.
Основан в 1966 году Фрэнком Харари и Джан-Карло Ротой как единое издание, разделение серий произошло в 1971 ввиду быстрого роста объёма работ в предметной области.
Среди опубликованных журнале трудов — элегантное доказательство теоремы Эрдёша – Ко – Радо венгерского математика Дьюлы Катоны и серия вышедших с 1983 по 2004 год статей Нейла Робертсона и Пола Сеймура общим объёмом свыше 500 страниц о минорах графов, которые вместе составили доказательство теоремы Робертсона — Сеймура.